# 三浦国宏
三浦国宏（日语：／ Miura Kunihiro，1962年8月20日—），日本男子拳击运动员。他曾代表日本参加1986年和1990年亚洲运动会拳击比赛，获得一枚银牌和一枚铜牌。他也曾参加1984年和1988年夏季奥林匹克运动会。